# Meisterschaft von Zürich 2001
Il Meisterschaft von Zürich 2001, ottantottesima edizione della corsa, valido come ottava prova della Coppa del mondo 2001, si svolse il 26 agosto 2001 su un percorso di 248,4 km. Venne vinto dall'italiano Paolo Bettini, che terminò in 6h17'48".
Alla partenza erano presenti 187 ciclisti, dei quali 56 completarono la gara.

## Squadre partecipanti
| N.      | Cod. | Squadra                          |
| ------- | ---- | -------------------------------- |
| 1-8     | SAE  | Saeco Macchine per Caffè         |
| 11-18   | COF  | Cofidis, le Crédit par Téléphone |
| 21-28   | C.A  | Crédit Agricole                  |
| 31-38   | DFF  | Domo-Farm Frites                 |
| 41-48   | EUS  | Euskaltel-Euskadi                |
| 51-58   | FAS  | Fassa Bortolo                    |
| 61-68   | LAM  | Lampre-Daikin                    |
| 71-78   | LIQ  | Liquigas-Pata                    |
| 81-88   | LOT  | Lotto-Adecco                     |
| 91-98   | MAP  | Mapei-Quick Step                 |
| 101-108 | MER  | Mercatone Uno-Stream TV          |
| 111-118 | RAB  | Rabobank                         |

| N.      | Cod. | Squadra                      |
| ------- | ---- | ---------------------------- |
| 121-128 | TAC  | Tacconi Sport-Vini Caldirola |
| 131-138 | COA  | Team Coast                   |
| 141-148 | CST  | Team CSC-Tiscali             |
| 151-158 | TEL  | Team Deutsche Telekom        |
| 161-168 | USP  | US Postal Service            |
| 171-178 | A2R  | AG2R Prévoyance              |
| 181-188 | ALA  | Alexia Alluminio             |
| 191-198 | CCC  | CCC-Mat-Ceresit              |
| 201-208 | PAN  | Ceramiche Panaria-Fiordo     |
| 211-218 | GST  | Gerolsteiner                 |
| 221-228 | PHO  | Phonak Hearing Systems       |
| 231-238 | POS  | Post Swiss Team              |

## Ordine d'arrivo (Top 10)
| Pos. | Corridore            | Squadra   | Tempo    |
| ---- | -------------------- | --------- | -------- |
| 1    | Paolo Bettini        | Mapei     | 6h17'48" |
| 2    | Jan Ullrich          | Telekom   | s.t.     |
| 3    | Fernando Escartín    | Coast     | s.t.     |
| 4    | Francesco Casagrande | Fassa B.  | s.t.     |
| 5    | Erik Dekker          | Rabobank  | a 21"    |
| 6    | Cristian Moreni      | Merc. Uno | s.t.     |
| 7    | Marco Serpellini     | Lampre    | a 1'04"  |
| 8    | Niki Aebersold       | Coast     | a 1'09"  |
| 9    | Mario Aerts          | Lotto     | a 1'12"  |
| 10   | George Hincapie      | US Postal | a 1'20"  |